# Julia Clary-Bonaparte
Julia Maria Bonaparte, z domu  Julie-Marie Clary (ur. 26 grudnia 1771 w Marsylii, zm. 7 kwietnia 1845 we Florencji) – żona Józefa, najstarszego brata Napoleona, królowa-małżonka Neapolu w latach 1806–1808 i Hiszpanii w latach 1808–1813.

## Życiorys
Julia była córką bardzo zamożnego hurtownika jedwabiu z Marsylii, Franciszka (François) Clary (1725 – 1794) i jego drugiej żony Françoise-Rose Somis (1737 – 1815). W rodzinnej Marsylii poznała młodego prawnika Józefa Bonapartego, działającego wówczas przy Trybunale Rewolucyjnym i wyszła za niego za mąż w Cuges-les-Pins 1 sierpnia 1794 za namową swej matki, by po śmierci ojca bronić z pomocą wpływowych Bonapartych fortuny rodowej przed zakusami rewolucjonistów. Małżeństwo nie było zbyt udane. Oboje małżonkowie robili wszystko, by spędzać ze sobą jak najmniej czasu.

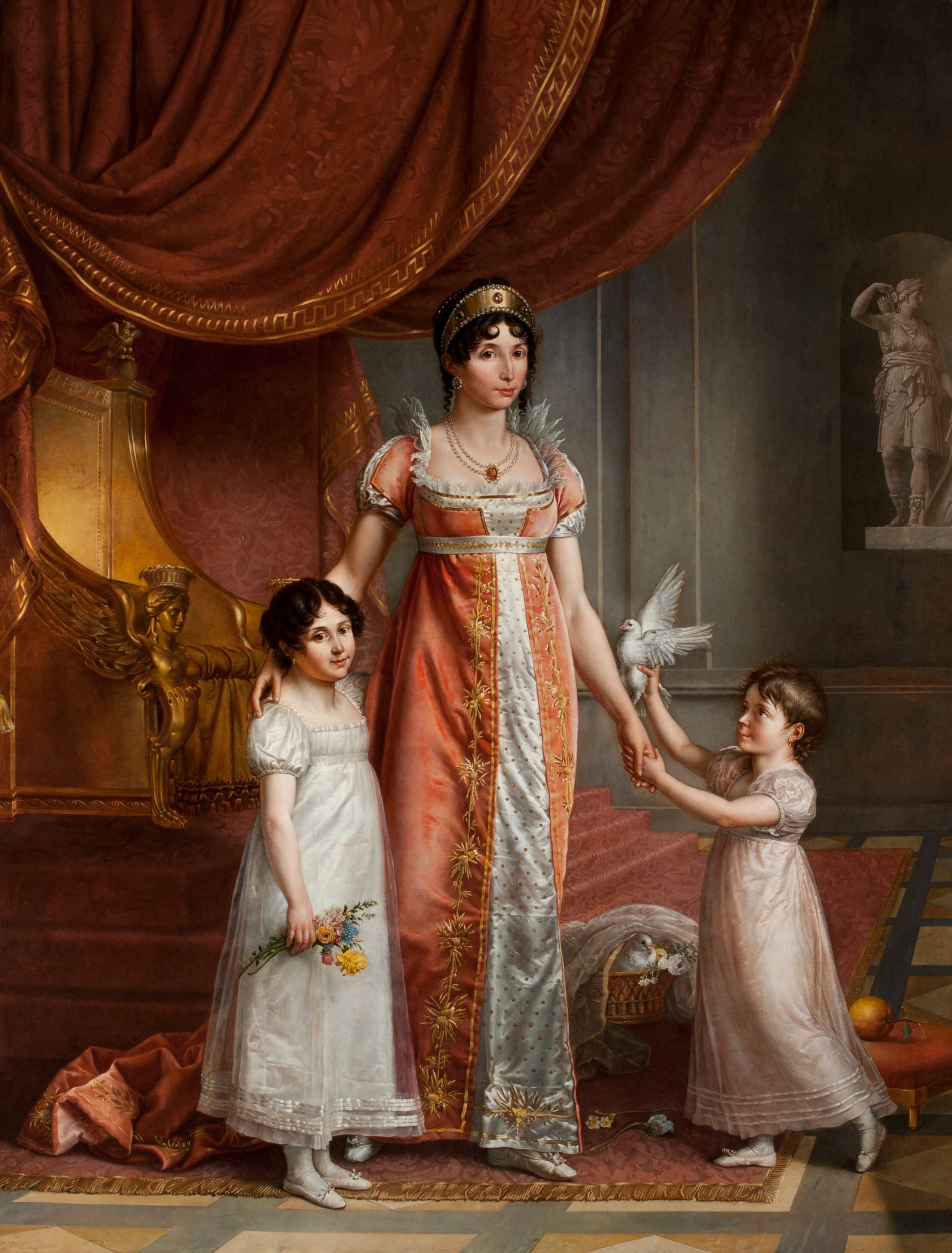
Julia Clary z córkami

Jej młodsza siostra Désirée zaręczyła się jednocześnie z Napoleonem, który wkrótce ją porzucił dla wpływowej arystokratki Józefiny de Beauharnais. Désirée została później królową-małżonką Szwecji i Norwegii jako żona Karola XIV Jana z nowej dynastii Bernadotte i jest protoplastką obecnych rodów królewskich Szwecji, Belgii, Danii i Norwegii.
W czasie całego królowania Józefa w Neapolu Julia odwiedziła go jeden jedyny raz, a do Hiszpanii nigdy nie pojechała, pozostając w Paryżu i pilnując jego interesów. Hiszpanie nazywali ją La Reina Intrusa (królową-intruzką).
Po wydaniu przez Ludwika XVIII ustawy o banicji Bonapartych z Francji Józef emigrował do USA, zamieszkał w Bordentown w stanie New Jersey i pozostawał tam do roku 1844. Julia przeniosła się do Florencji, żyła tam pod nazwiskiem hrabiny de Survilliers. Dopiero na rok przed jej śmiercią zezwolono Józefowi na osiedlenie się we Florencji.
Józefostwo Bonapartowie mieli trzy córki: Julię Józefinę, zmarłą w niemowlęctwie 1796, Zenajdę (1801–1854), żonę kuzyna z linii Lucjana, Karola Lucjana, i Charlottę (1802–1839), żonę kuzyna z linii Ludwika, Napoleona Ludwika, starszego brata Napoleona III. Od Zenajdy Julia doczekała się dwanaściorga wnucząt.
Wszelkie wzmianki biograficzne o Julii Clary są nadzwyczaj skąpe. Za czasów bratanka Józefa, Napoleona III, potomkowie jej brata Stefana (Etienne) doszli do znaczenia i uzyskali tytuł hrabiowski II Cesarstwa Francuskiego.